# Ritratto del Conte Arese in carcere
Ritratto del Conte Arese in carcere è un dipinto di Francesco Hayez, olio su tela (151x116 cm) datato 1828, è esposto dal 1º gennaio 2023 nella Galleria d'arte moderna di Firenze.

## Storia e descrizione
L'opera fu commissionata dal conte Francesco Teodoro Arese Lucini che nel 1828 volle un ritratto che lo raffigurasse all'interno della fortezza dello Spielberg, dove scontò tre anni di carcere duro in seguito alla commutazione della condanna a morte per impiccagione decisa nel processo per i moti milanesi del 1821. La rappresentazione, che in particolare per le catene ai piedi appariva rivoluzionaria per un esponente della nobiltà, aveva lo scopo di evidenziare come l'ex ufficiale degli eserciti di Napoleone avesse sofferto la scelta risorgimentale e antiaustriaca con il carcere dello Spielberg che avrebbe altresì ispirato Le mie prigioni di Silvio Pellico.
Pur rappresentato con vestiario consono ad un nobile, i ceppi alle caviglie e l'ambientazione circostante - una cassa di legno come sedia, il letto sfatto e i muri disadorni - rivelano come egli si trovi in un regime detentivo durissimo. Con questo lavoro commissionato al massimo esponente del Romanticismo pittorico italiano e autore di dipinti contenenti messaggi patriottici risorgimentali criptati, il conte Francesco Arese cercava attraverso la sua immagine di sofferente per la causa patriottica italiana di far dimenticare all'opinione pubblica, per quanto possibile, le colpe addebitategli per aver confessato in sede processuale quanto sapeva della congiura antiaustriaca guidata da Federico Confalonieri. 
Il dipinto, a lungo posseduto da un collezionista privato, fu poi acquistato dalle Gallerie degli Uffizi; dal 1º gennaio 2023 è esposto nella Galleria d'arte moderna di Firenze.